# 埼玉県道256号片柳川越線

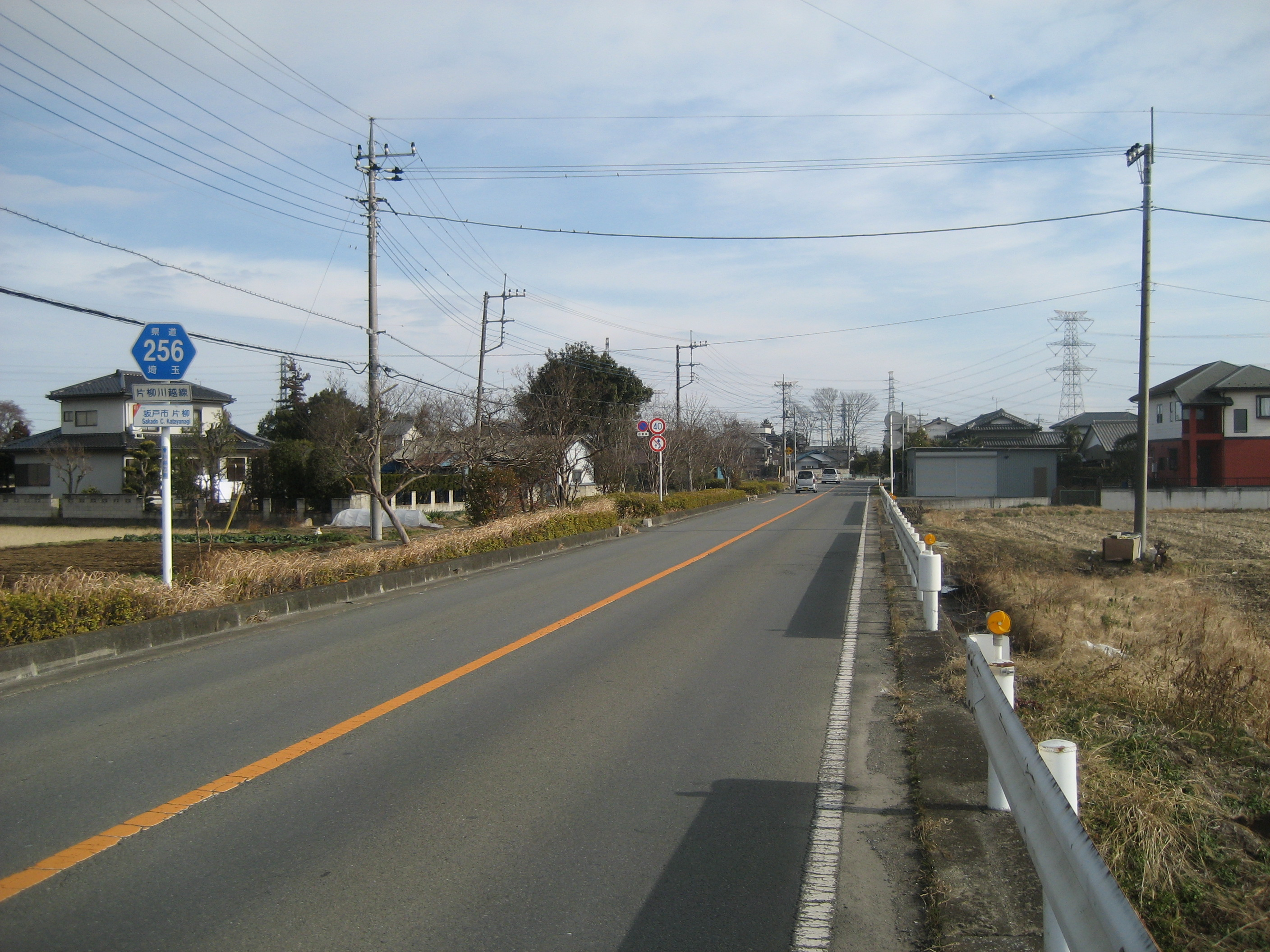
坂戸市片柳付近

埼玉県道256号片柳川越線（さいたまけんどう256ごう かたやなぎかわごえせん）は、埼玉県坂戸市大字片柳の高坂橋から川越市寺山に至る県道である。

## 概要
かつては、江戸と上州を結ぶ川越児玉往還（現在の国道254号）と呼ばれていた。
終点付近の一部区間を除き全線を通して片側1車線で整備されている。
都市計画道路「坂戸東川越線」として当県道の実質的なバイパスを往復4車線で整備する計画がある。（起終点及び現道と重複する部分以外では坂戸IC付近のみ供用されている。）
現在は川越市道となっている、当県道の旧道区間である寺山交差点から石原町北交差点に至るまでの区間に狭隘路が残っており、この区間は路線バスが通るため、数ヶ所の待避所が設けられている。
かつての起点は埼玉県道39号川越坂戸毛呂山線と交差する石原町北交差点だったが、2023年4月4日に埼玉県道160号川越北環状線と交差する寺山交差点に変更された。

## 起点・終点
- 起点：埼玉県坂戸市大字片柳 高坂橋交差点（国道407号交点・越辺川高坂橋南詰）
- 終点：埼玉県川越市寺山 寺山交差点（埼玉県道160号川越北環状線交点）

## 地理

### 通過する自治体
- 埼玉県
  - 坂戸市
  - 川越市

### 交差する主な道路
| 交差する道路              | 交差する道路              | 交差点名       | 所在地 |
| ------------------------- | ------------------------- | -------------- | ------ |
| 国道407号                 | 国道407号                 | 高坂橋         | 坂戸市 |
|                           | 埼玉県道74号日高川島線    |                | 坂戸市 |
| 埼玉県道74号日高川島線    |                           | 石井下宿       | 坂戸市 |
| 埼玉県道269号上伊草坂戸線 | 埼玉県道269号上伊草坂戸線 | 塚越           | 坂戸市 |
| 本線                      |                           | （平塚橋東詰） | 川越市 |
| （パイパス）              |                           | （平塚橋東詰） | 川越市 |
| 埼玉県道160号川越北環状線 | 埼玉県道160号川越北環状線 | 寺山           | 川越市 |

### 重複区間
- 埼玉県道74号日高川島線（坂戸市石井地内 - 石井下宿交差点）

### 交差する河川
- 飯盛川（柱蓮松橋）
- 小畔川（莿橋（とげはし））
- 入間川（平塚橋）

起点付近で越辺川と並行している

### 沿道の施設
| 施設                         | 所在地 |
| ---------------------------- | ------ |
| 石井水処理センター           | 坂戸市 |
| 坂戸市役所勝呂出張所         | 坂戸市 |
| 坂戸市総合運動公園           | 坂戸市 |
| 坂戸市立勝呂小学校           | 坂戸市 |
| 坂戸市歴史民俗資料館         | 坂戸市 |
| アーリーバード・ゴルフクラブ | 川越市 |
| 寺山運動公園                 | 川越市 |